# Vụ Nảy Lớn

Mô phỏng Vụ Nảy Lớn

Vụ Nảy Lớn (hay còn gọi là nẩy bật lớn) là một mô hình vũ trụ giả thuyết cho nguồn gốc của vũ trụ đã biết. Mô hình này có nguồn gốc đề xuất là một pha (giai đoạn) của mô hình tuần hoàn (cyclic model) hoặc sự biểu diễn vũ trụ dao động của Vụ Nổ Lớn, trong đó sự kiện vũ trụ đầu tiên là kết quả của sự sụp đổ của một vũ trụ trước đó. Vào đầu những năm 1980, Vụ Nảy Lớn không còn được giới khoa học xem xét nghiêm túc sau khi lý thuyết giãn nở xuất hiện và là một giải pháp cho vấn đề đường chân trời, nổi lên từ những tiến bộ trong các quan sát nhằm tiết lộ cấu trúc quy mô lớn của vũ trụ. Vào đầu những năm 2000, một số nhà lý thuyết tìm thấy lý thuyết giãn nở có vấn đề và có khả năng phản nghiệm (falsifiability), trong đó các thông số khác nhau của nó có thể được điều chỉnh để phù hợp với mọi quan sát, vì vậy các thuộc tính của vũ trụ quan sát được xem là một vấn đề may rủi.
Các hình ảnh thay thế bao gồm một Vụ Nổ Lớn có thể cung cấp một dự đoán và giải pháp khả thi có khả năng phản nghiệm cho vấn đề đường chân trời, và đang được khảo sát tích cực từ năm 2017.